# توماس نیستال
توماس نیستال (اسپانیایی: Tomás Nistal‎؛ زادهٔ ۳۱ اوت ۱۹۴۸) دوچرخه‌سوار اهل اسپانیا است. وی در بازی‌های المپیک تابستانی ۱۹۷۲ شرکت کرده است.